# Linia kolejowa Buttstädt – Rastenberg
Linia kolejowa Buttstädt – Rastenberg – dawna jednotorowa, niezelektryfikowana linia kolejowa w kraju związkowym Turyngia, w Niemczech. Biegła z Buttstädt do Rastenberga. Miała 5,5 km długości.